# SWD Powervolleys Düren
Le SWD Powervolleys Düren est un club de volley-ball allemand fondé en 1965 et basé à Düren évoluant au plus haut niveau national (1. Bundesliga). Le club parent et le Dürener TV.

Logo du club parent Dürener TV

## Palmarès
- Championnat d'Allemagne
  - Finaliste: 2005, 2006, 2007

- Coupe d'Allemagne
  - Finaliste: 2001, 2002, 2008, 2020

## Sponsoring
- 2001-2014 : evivo Düren
- 2014- : SWD Powervolleys Düren

## Entraîneurs
- 1995-1996 :  Igor Prieložný
- 1996-1999 :  Michael Mücke
- 1999-2000 :  ?
- 2000-2001 :  Keith Hansen
- 2001-2006 :  ?
- 2006-2008 :  Mirko Culic
- 2008-2011 :  Sven Anton
- 2011-2015 :  Michael Mücke
- 2015-2016 :  Anton Brams
- 2016-2017 :  Tommi Tiilikainen
- 2017-2020 :  Stefan Falter
- 2020- :  Rafał Murczkiewicz

## Saison 2013-2014
| No                         | Nom                        | Date de naissance          | Taille                       | Poids                        | Poste                        |
| -------------------------- | -------------------------- | -------------------------- | ---------------------------- | ---------------------------- | ---------------------------- |
| 1                          | Erik Mattson               | 18 décembre 1990           | 185                          | 78                           | Libero                       |
| 2                          | Evan Barry                 | 10 mai 1990                | 192                          |                              | Passeur                      |
| 3                          | Steven Hunt                | 16 avril 1990              | 198                          |                              | Réceptionneur-attaquant      |
| 4                          | Jelle Hilarius             | 10 octobre 1988            | 203                          | 102                          | Attaquant                    |
| 5                          | Dennis Barthel             | 21 mars 1996               | 200                          |                              | Réceptionneur-attaquant      |
| 6                          | Georg Klein                | 22 août 1991               | 201                          | 94                           | Central                      |
| 10                         | Matthias Pompe             | 15 février 1984            | 198                          | 95                           | Réceptionneur-attaquant      |
| 13                         | Sebastián Gevert           | 23 juin 1988               | 204                          | 107                          | Attaquant                    |
| 14                         | Jaromir Zachrich           | 14 avril 1985              | 201                          | 96                           | Central                      |
| 15                         | Ciaran McGovern            | 5 juin 1989                | 181                          | 80                           | Passeur                      |
| 18                         | Andrew John Nally          | 7 juin 1988                | 198                          | 88                           | Réceptionneur-attaquant      |
| 999                        | Tibor Fiľo                 | 10 avril 1984              | 202                          | 97                           | Central                      |
|                            |                            |                            |                              |                              |                              |
| Encadrement technique      | Encadrement technique      |                            | Légende                      | Légende                      | Légende                      |
| Entraîneur : Michael Mücke | Entraîneur : Michael Mücke | Entraîneur : Michael Mücke | : Capitaine                  | : Capitaine                  | : Capitaine                  |
| Entraîneur(s) adjoint(s) : | Entraîneur(s) adjoint(s) : | Entraîneur(s) adjoint(s) : | : Joueur blessé actuellement | : Joueur blessé actuellement | : Joueur blessé actuellement |

| Équipe type : SWD Powervolleys Düren                                                              |
| \| Barry · # 2 Pompe · # 10 Zachrich · # 14 Gevert · # 13 Nally · # ? Fiľo · # ? Mattson · # 1 \| |
| Barry · # 2 Pompe · # 10 Zachrich · # 14 Gevert · # 13 Nally · # ? Fiľo · # ? Mattson · # 1       |

| Barry · # 2 Pompe · # 10 Zachrich · # 14 Gevert · # 13 Nally · # ? Fiľo · # ? Mattson · # 1 |